# Prosoeca fusca
Prosoeca fusca är en tvåvingeart som först beskrevs av Friedrich Hermann Loew 1860.  Prosoeca fusca ingår i släktet Prosoeca och familjen Nemestrinidae. Inga underarter finns listade i Catalogue of Life.